# 高崇文
高 崇文（こう すうぶん、746年 - 809年）は、唐代の軍人。本貫は徳州蓨県。

## 経歴
幽州に生まれ、質朴厚情で寡黙であり、若くして平盧軍に従った。貞元年間、韓全義に従って長武城に駐屯し、軍を統率して声誉があった。貞元5年（789年）夏、吐蕃軍3万が寧州に進攻してくると、崇文は武装した兵士3000を率いて寧州を救援し、仏堂原で戦って吐蕃軍を破った。韓全義が入朝すると、崇文は行営節度留務を管掌し、御史中丞を兼ね、渤海郡王に封じられた。貞元14年（798年）、長武城都知兵馬使となった。
永貞元年（805年）冬、劉闢が反乱を起こすと、崇文はその討伐の任に堪える者として宰相の杜黄裳に推挙された。元和元年（806年）春、検校工部尚書に任じられ、御史大夫を兼ねた。左神策軍行営節度使となり、左右神策軍と奉天麟遊諸鎮の兵を統率して劉闢を討つこととなった。崇文は練兵5000を選抜して興元府に入った。西方の閬州に進出し、剣門の反乱軍を撃退し、梓潼の包囲を解き、反乱軍の将の邢泚を逃走させた。軍を梓州に駐屯させると、東川節度使に任じられた。前の東川節度使の李康を敗戦の罪で斬った。
劉闢は成都府の北150里の鹿頭山に築城し、8柵を連ねて官軍を阻もうとした。崇文は鹿頭城下で反乱軍2万を破ったが、大雨のため鹿頭城を攻略できず、中止した。翌日、崇文は部将の高霞寓を派遣して鹿頭の東の万勝堆で反乱軍を破った。万勝堆を奪い、その柵を焼くと、柵中の反乱兵を殲滅した。万勝堆から鹿頭城を見下ろすと、城中の人物を数えることができた。崇文は八度の戦いにいずれも勝利し、反乱軍を動揺させた。
8月、大将の阿跌光顔が崇文と約を交わして、軍を鹿頭の西の大河口まで進めて、反乱軍の糧道を絶った。この日のうちに、反乱軍の綿江柵の将の李文悦が3000人を率いて帰順した。ほどなく鹿頭の将の仇良輔が城ごと2万の兵を率いて降伏した。劉闢の子の劉方叔と娘婿の蘇強を捕らえて、長安に送った。崇文が長駆して成都府を目指すと、徳陽などの県城諸鎮が服従を望んだが、進軍を止めることがなかった。劉闢は盧文若らとともに西方の吐蕃に逃走しようとした。崇文は高霞寓・酈定進を派遣して追撃させ、羊灌田でこれに追いついた。劉闢は岷江に自ら身を投げ、激流の中で捕らえられた。反乱が鎮圧されると、劉闢は長安に護送され処刑された。官軍が成都府に入ると、崇文の軍令は厳粛で、一切の略奪がおこなわれなかった。
崇文は検校司空に任じられ、成都尹を兼ね、剣南西川節度使をつとめた。南平郡王に改封され、詔により鹿頭山のふもとに紀功碑を建てられた。元和2年（807年）冬、京西諸軍都統のまま、同中書門下平章事・邠州刺史・邠寧慶等州節度観察処置等使を加えられた。元和4年（809年）、死去した。享年は64。司徒の位を追贈された。諡は威武といった。
子に高承簡・高承栄・高承明（高駢の父）があった。

## 伝記資料
- 『旧唐書』巻151 列伝第101
- 『新唐書』巻170 列伝第95